# كاسبار ألبرشت
كاسبار ألبرشت (بالألمانية: Kaspar Albrecht)‏ هو نحات ومهندس معماري نمساوي، ولد في 22 أغسطس 1889 في Au, Vorarlberg ‏ في النمسا، وتوفي بنفس المكان في 25 مارس 1970.